# Арденская лошадь
Арде́нская — одна из старейших пород тягловых лошадей, центром возникновения которой является область
Арденнских гор в Бельгии, Люксембурге и Франции. Ширококостные лошади с толстыми ногами использующиеся для тягловой работы. Встречаются различные масти, но вороные крайне редки и не заносятся в племенные книги. История породы уходит корнями к Древнему Риму, и хотя за это долгое время кровь многих пород лошадей примешивалась к арденской, существенное влияние на неё оказал только брабансон. В США первые ардены были завезены в начале XX века. Первая племенная книга породы была зарегистрирована в Европе в 1929 году. Порода использовалась при ведении военных действий и в качестве кавалерийских лошадей и для перевозки артиллерии. В настоящее время используется для тяжелых перевозок и сельскохозяйственных работ, производства мяса и в конных состязаниях. Также при их помощи улучшают и создают несколько новых пород лошадей в Европе и Азии.

## Характеристика

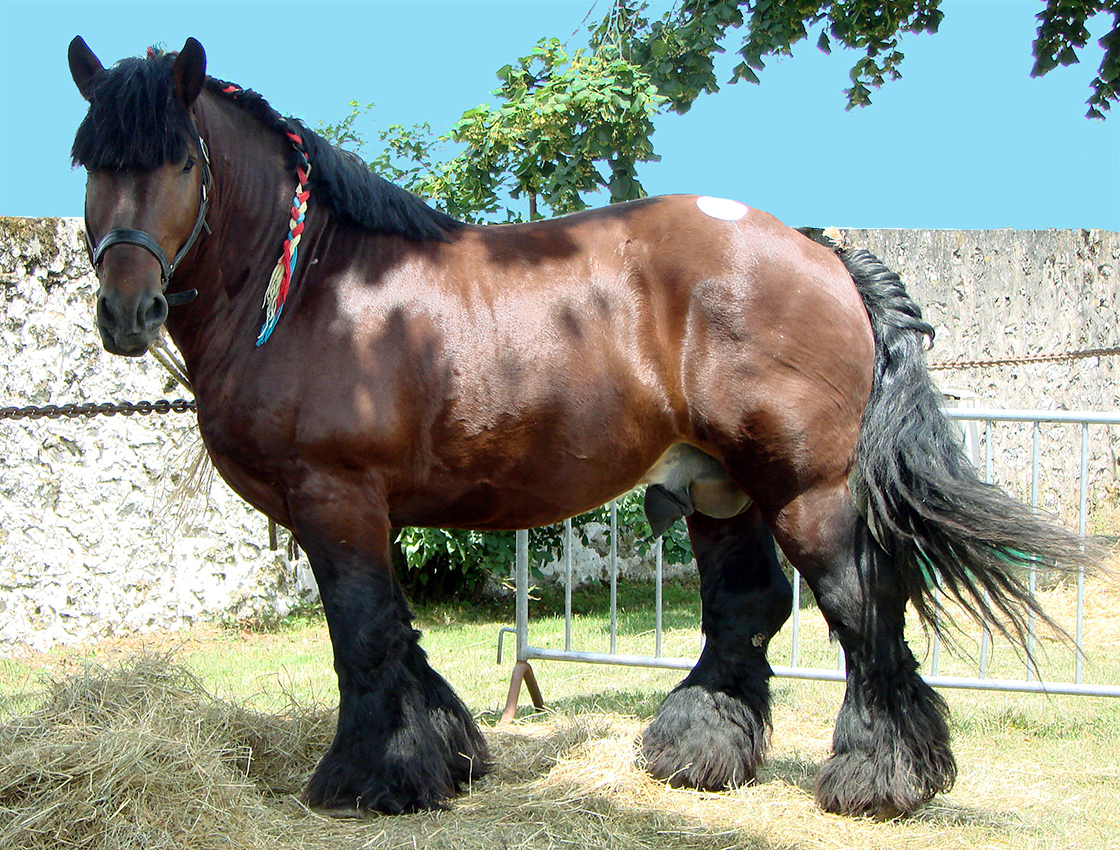
Жеребец арденской породы

Во Франции жеребцы арденской породы достигают в высоту 1,62 м, кобылы — 1,60 м, в то время как в Бельгии такие размеры являются максимально допустимыми. Вес арденов колеблется от 700 до 1 000 кг. Голова тяжелая с широким лбом и прямым или слегка выпуклым профилем. Лошади массивного мускулистого телосложения с компактным телом, короткой спиной и короткими крепкими ногами с сильными суставами. На путовом суставе присутствуют волосяные обрастания. Масть может быть гнедой, рыжей, чалой, серой, соловой или буланой; редко — темно-гнедой и светло-рыжей. Вороная масть крайне редка и не заносится в племенные книги. Белые отметины маленькие, обычно в форме звезды или проточины. Лошади скороспелы, для достижения зрелости им требуется малое количество корма несмотря на крупные размеры. Ардены свободны в движениях, имеют широкий шаг.

## История

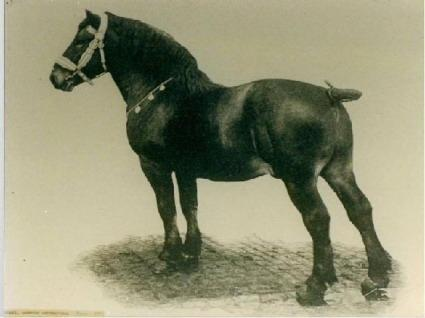
Международный чемпион породы. 1900 г, Париж

Арденская порода лошадей может быть прямым потомком доисторической лошади солютре и, возможно, происходит от типа лошадей, описываемых Юлием Цезарем в Записках о Галльской войне. Цезарь описывает лошадей Бельгии как «простых, сильных и неутомимых» и рекомендует их для использования в тяжелой кавалерии. Ранний тип породы использовался поздними римскими императорами при ведении военных действий. Считается, что предки арденов разводились на равнинах Арденнских гор, и это одна из старейших задокументированных пород тяжеловозов Европы. Высота лошадей этой породы в эпоху Римской империи достигала всего 142 см. Позднее, при Наполеоне, для достижения большей стойкости и выносливости лошади арденской породы были скрещены с арабскими лошадьми, после чего использовалась в Русской кампании. В 1780 рост арденов достигал 1,42-1,52 м, вес — 500 кг.
Арденских лошадей также скрещивали с першеронами, булонской лошадью и чистокровной верховой, но влияние этих пород осталось незначительным. В XIX веке производилось скрещивание с брабансоном, результатом которого стало нынешнее массивное телосложение. В связи с механизацией лошади стали не нужны для перевозки артиллерии. Это, а также необходимость в мясе, послужило причиной того, что у арденских лошадей стали наращивать массу и размеры. Вес представителей породы увеличился с 550 кг до нынешних показателей, что привело к снижению силы и выносливости. Первая племенная книга породы была зарегистрирована в 1929 году. На сегодняшний день ведется три отдельные племенные книги во Франции, Бельгии и Люксембурге, хотя эти три ветви породы часто скрещиваются между собой. В конце XX века с целью сохранения и распространения арденов Великобритании было создано Общество лошадей арденской породы Великобритании (The Ardennes Horse Society of Great Britain), но собственной племенной книги или паспортов, выдаваемых британским правительством, оно не имеет до сих пор.
В Россию арденов завезли и начали разводить в первой половине XIX века с использованием брабансонов. Под влиянием отбора, условий кормления и содержания арденская порода приобрела здесь тип, отличающийся от европейского. Заводская работа с этими лошадьми велась в Тимирязевской сельскохозяйственной академии. В 60-70-х гг. были организованы отделения в Чесменском, Деркульском конном заводах. Арденская порода использовалась для создания русской тяжеловозной и владимирской тяжеловозной пород.

## Использование

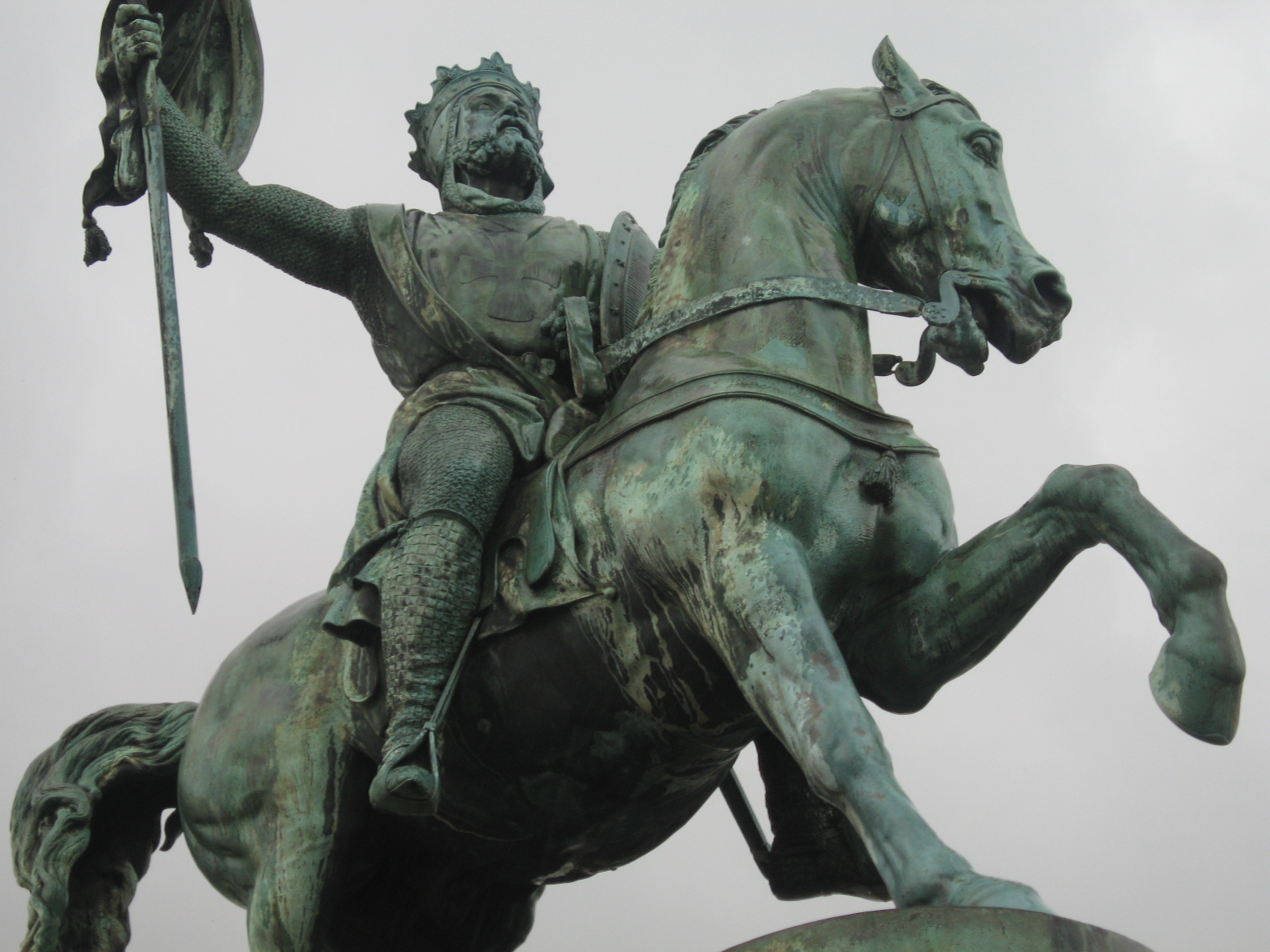
Считается, что Готфрид Бульонский въехал в Иерусалим на коне арденской породы

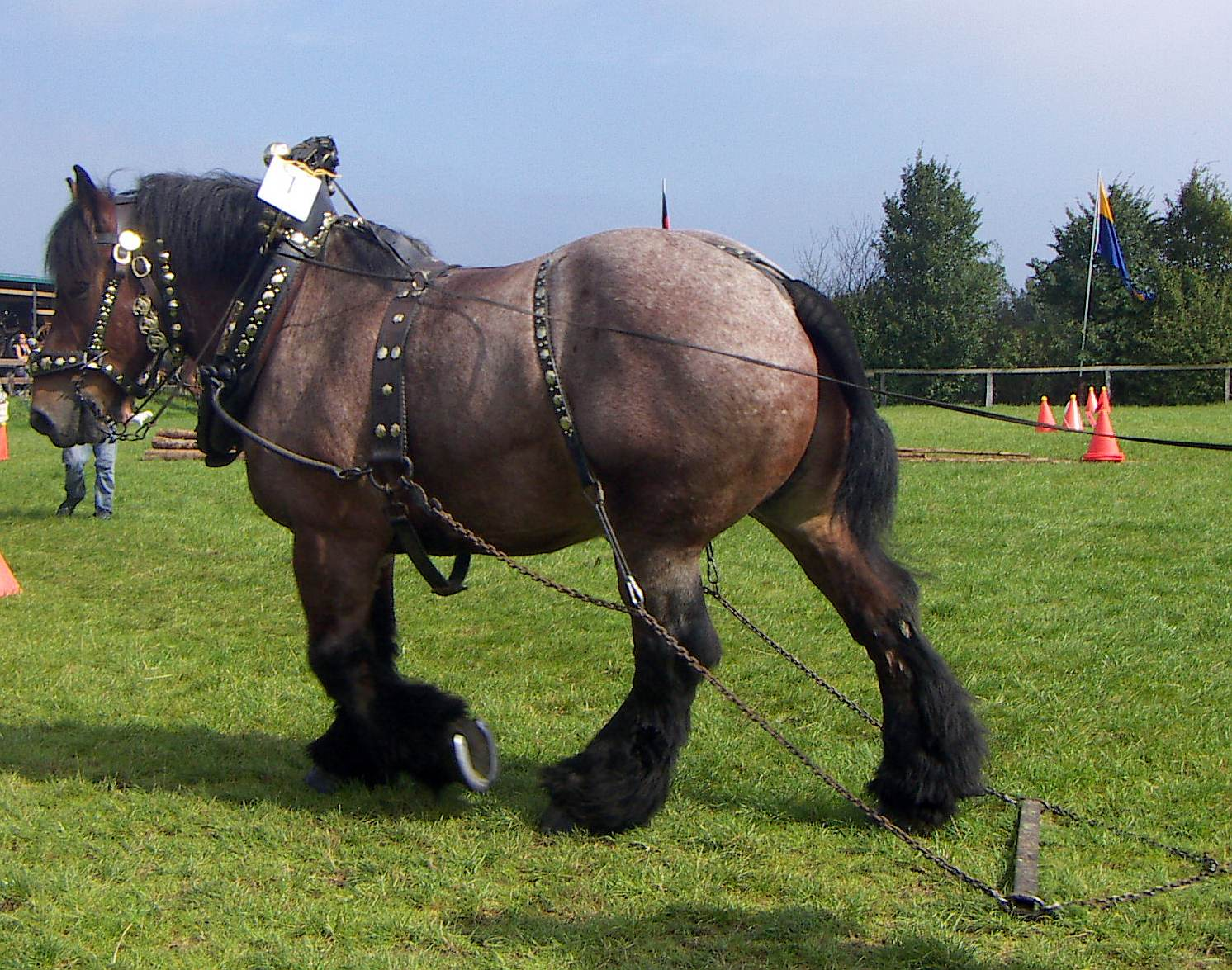
Арденская лошадь в упряжи

Лошади арденской породы использовались рыцарями Готфрида Бульонского во время Крестовых походов XI века. В XVII веке ардены использовались в качестве ремонтных лошадей в кавалерии Анри Тюрена. Во время Великой французской революции эти лошади считались наиболее подходящими для перевозки артиллерии благодаря своим темпераменту, силе и выносливости. Наполеон использовал большое количество арденских лошадей для транспортировки артиллерии и грузов во время Русской кампании.
Считается, что это была единственная порода лошадей, способная перенести морозную зиму. Ардены перевозили артиллерию и во время Первой мировой войны в армиях Франции и Бельгии. Спокойный, уравновешенный нрав этих лошадей в сочетании с их активной и гибкой натурой делает их идеальными для использования в артиллерийских войсках. Эта порода считалась настолько ценной и полезной, что наряду с брабансоном в октябре 1914 года была определена немецким правительством наиболее ценной для захвата породой бельгийских лошадей.
В начале XX века в связи с нуждами сельского хозяйства, армии и транспорта эволюция породы пошла по трем путям:
- старый арденец, высотой 1,60 м, коренастый, крепкий и быстрый;
- северный арденец, называемый также трэйт дю норд, более массивный и толстый, скрещенный с упряжной бельгийской;
- большой и мощный оксуа, скрещенный с булонцем и першероном.

Сегодня, благодаря своей хорошо развитой мускулатуре, эта порода используется для производства мяса. Конина является одним из широко употребляемых продуктов во многих европейских странах, например, во Франции, Бельгии, Германии и Швейцарии. Также ардены до сих пор используются в сельскохозяйственных и лесных работах, для отдыха. Темперамент и мягкий нрав этих лошадей позволяет использовать их в конных соревнованиях по всей Европе, а также для горных прогулок и в иппотерапии. Эта порода хорошо известна своей способностью работать на труднопроходимой, горной местности.
Арденские лошади использовались для создания нескольких пород и подпород тяжеловозов: балтийской арденской породы и русского тяжеловоза. В Швеции распространены шведские ардены, хорошо соответствующие лесистой местности этой страны. Впервые эти лошади были зарегистрированы как подпорода в XIX веке, но сегодня они рассматриваются уже как отдельная порода, хотя их предки полностью состояли из арденов, завезенных из Бельгии и Франции. Довольна близка к адренам порода лошадей ауксуа. В 1920-х годах араденов использовали для улучшения породы комтойс, в частность для увеличения их размеров. Затем вместе с бретонской лошадью арденов использовали при создании сокольской лошади. Кроме того, порода трэйт дю норд основана на скрещивании арденов с брабансонами.